# Glencullen
Glencullen (forma anglicizzata) o Gleann Cuilinn (in irlandese) è una località della Repubblica d'Irlanda. Fa parte della contea di Dún Laoghaire-Rathdown, nella provincia di Leinster.